# Eugène Grangé
Eugène Grangé, pseudonym för Pierre-Eugène Basté, född den 16 december 1810 i Paris, död där den 1 mars 1887, var en fransk författare.
Grangé skrev, oftast i samarbete med andra, såsom Scribe, Cormon, Thiboust, Barrière och de Najac, en mängd vådeviller och några sensationsdramer, av vilka flera uppförts även i Sverige. Bland dessa kan nämnas Les premiers beaux jours (1847; "De första sommardagarna", 1848), Fualdés (1848; "Foualdès", 1849), Le journal d'une grisette (1848; "En ung flickas dagbok", 1849), À Clichy("En episod ur konstnärslifvet", 1860, med musik av Julius Bendix), Les domestiques (1861; "Herrskap och tjenstefolk", 1863) och Furnished apartment ("Rum att hyra", uppförd 1855, tryckt 1863).